# Yamato (videogioco)
Yamato (ヤマト?) è un videogioco sparatutto per arcade sviluppato da GGI e pubblicato da Sega nel 1983, esclusivamente in Giappone. Ebbe un'unica conversione per la console SG-1000.

## Modalità di gioco
Nel titolo si controllano i cannoni della Yamato per abbattere aerei e navi avversarie, evitando i missili nemici. Il gameplay ricorda quello di N-Sub. Il giocatore ha il compito di abbattere le navi e i velivoli nemici, oltre a distruggere i missili che vengono lanciati nella propria direzione. I proiettili nemici possono essere neutralizzati sparandogli contro con i cannoni della Yamato, utilizzando un puntatore per prendere la mira, oppure schivati per evitare danni. Ogni nemico abbattuto viene registrato in una barra che mostra il numero di avversari sconfitti suddivisi per tipologia: corazzate, missili, sottomarini e aerei. Una volta distrutte dodici corazzate, si accede automaticamente al round successivo senza interruzioni. Il gioco procede all'infinito, con una difficoltà che aumenta progressivamente dopo ogni round. Se la Yamato subisce due colpi dai missili nemici, perde una vita. Il giocatore dispone di tre vite iniziali e, una volta esaurite tutte, la partita termina.

## Accoglienza
In Giappone, la rivista Game Machine elencò Yamato nel numero del 1º luglio 1983 come l'ottava unità arcade di maggior successo del mese.